# Stammlager X Az Heidkaten (Kaltenkirchen)
Das Stammlager X Az Heidkaten bei Kaltenkirchen war ein deutsches Kriegsgefangenenlager und Lazarett für Angehörige der Sowjetarmee in Kaltenkirchen, das auch als „Erweitertes Krankenrevier“ bezeichnet wurde. Das Gelände des Kriegsgefangenenlagers liegt am Westrand des ehemaligen WKII Einsatzflughafens Kaltenkirchen (bis 1945). Es ist Eigentum der Bundesanstalt für Immobilienaufgaben.

## Die Lagerorganisation im Wehrkreis X
Die im Zuge des Kriegsgeschehens in Gewahrsam genommenen Kriegsgefangenen wurden in Durchgangslagern („Dulags“) registriert und dann den „Mannschaftsstamm- und Straflagern“, den Stalags überstellt. Die Stalags trugen als Kennzeichen die römische Ziffer des jeweiligen Wehrkreises, also für Schleswig-Holstein, Hamburg und das nördliche Niedersachsen die Ziffer X (Wehrkreis X). Im Gebiet des Wehrkreises war Stalag X B in Sandbostel, Rotenburg/Wümme, von 1939 an „zentrales Aufnahme- und Verteilungslager für den Wehrkreis X. Gefangene wurden von hier aus zu Arbeitseinsätzen den Stalags X A und X C Nienburg zugewiesen“. Die Stalags X A und X C waren sogenannte „Schattenstammlager“, die nur wenige hundert Gefangene aufnahmen. Sie waren vielmehr für die Organisation und Verteilung zu den Arbeitskommandos zuständig.
Im Sommer 1941 kam, bedingt durch den Krieg gegen die Sowjetunion, das ausschließlich für sowjetische Gefangene vorgesehene Stalag X D Wietzendorf hinzu. Das „Russenlager“ Wietzendorf wurde schließlich im Dez. 1941 Stalag X B zugeordnet; das in der Folge die Arbeitskommandos zusammenstellte und auf die Stammlager A, B und C verteilte. Wietzendorf diente auch „als zentrales Lazarett im Wehrkreis X“. Für Gefangene anderer Nationen gab es in Schleswig-Holstein Reservelazarette in Rendsburg, Rotenburg und Marne.

## Das „Erweiterte Krankenrevier Heidkaten“

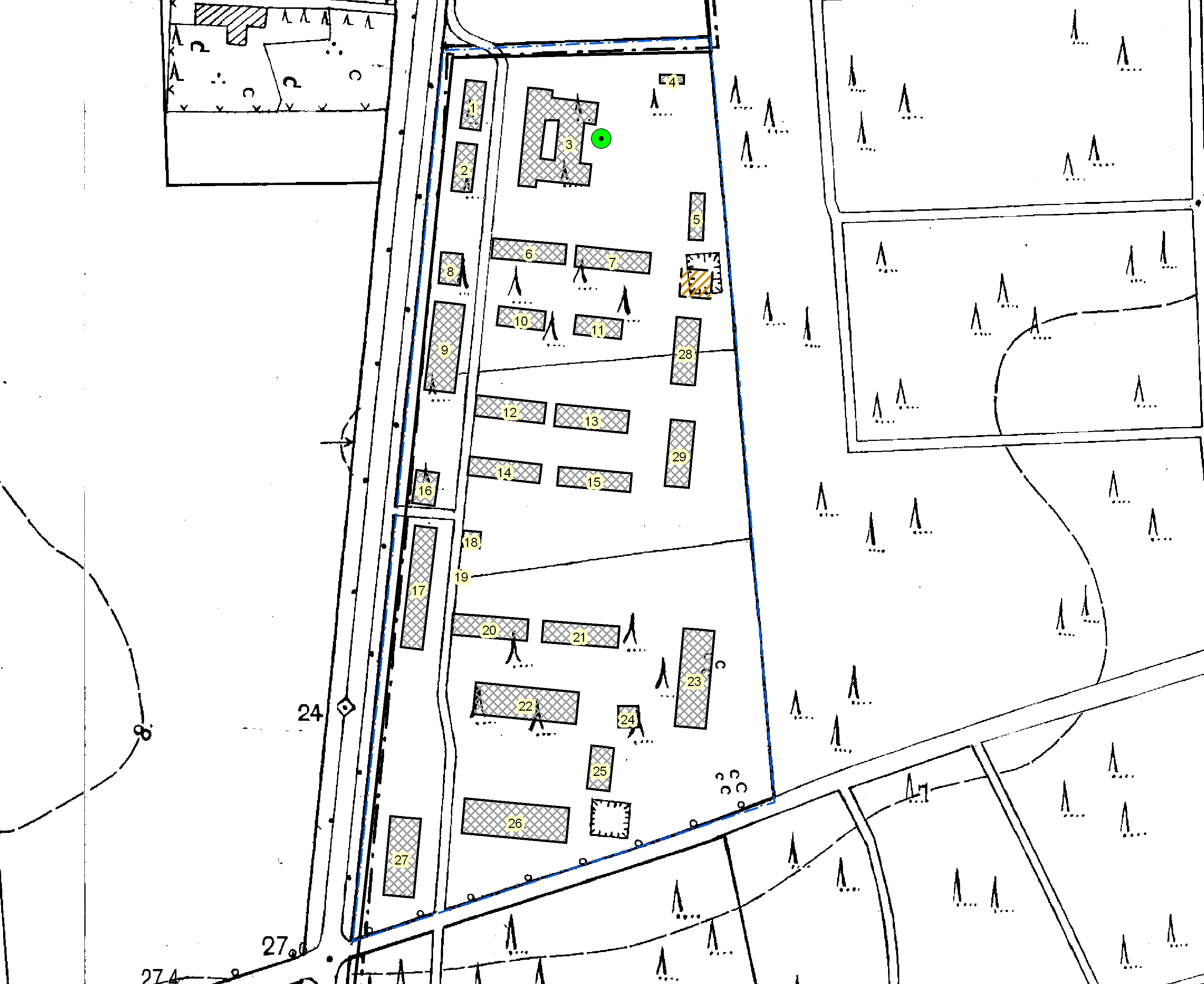
Karte mit den Gebäuden des „Erweiterten Krankenreviers Heidkaten“.

Nach einer Ruhrepidemie im August 1941 und infolge der allgemein unzureichenden Versorgung und Unterbringung kam es ab Oktober 1941 zu einem Massensterben sowjetischer Gefangener. Im Januar 1942 trat eine Fleckfieberepidemie hinzu. Die Sterberate in den Stammlagern erreichte 50 Prozent des Gefangenenbestandes; die Lazarette Wietzendorf, Sandbostel und Bergen - Belsen waren völlig überfüllt. Deshalb wurde in Schleswig-Holstein das „Erweiterte Krankenrevier Heidkaten“ bei Kaltenkirchen begründet und in den Baracken eines zuvor bestehenden Marinelagers eingerichtet. Das Lager wurde im Sommer 1942 in Betrieb genommen und erhielt den offiziellen Namen Stalag X A z (z= Zweiglager) Heidkaten. Das Stalag X Az verblieb hier bis April 1944 und wurde dann nach Gudendorf, Dithmarschen, verlegt.

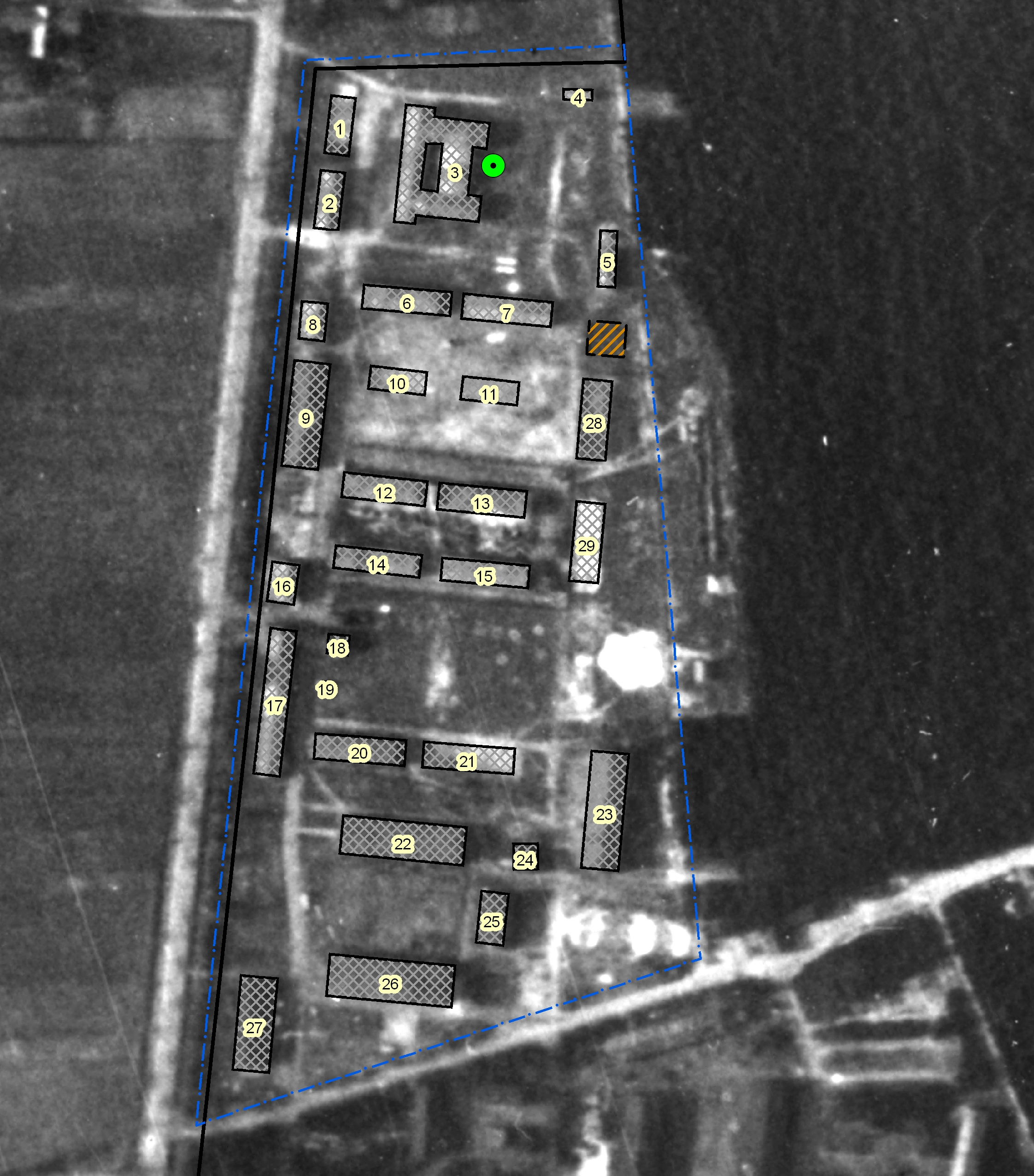
Luftbild vom April 1945

In der Forschung galt das Lager Heidkaten lange als „Sterbelager“ und wurde so auch in der Öffentlichkeit vermittelt. Jüngere Untersuchungen anhand von Personalkarten durch die Historiker Martin Gietzelt und Thomas Tschirner lassen allerdings ein differenzierteres Bild zeichnen. Beide Forscher nutzten Personalkarten verstorbener Gefangener, die ihnen aus dem deutsch-russischen Forschungs- und Dokumentationsunternehmen „Sowjetische und deutsche Kriegsgefangene und Internierte. Forschungen zum Zweiten Weltkrieg und zur Nachkriegszeit“ zur Verfügung gestellt worden waren.
Im Verlauf des Bestehens des „Erweiterten Krankenreviers Heidkaten“ starben gemäß der Personalkarten 446 Gefangene. Die durchschnittliche Überlebensdauer der sowohl einmalig als auch der 36 zweimalig eingelieferten Kriegsgefangenen betrug 40,3 Tage. Die 354 einmalig eingelieferten Kriegsgefangenen überlebten im Schnitt 34,8 Tage im Lazarett. Die zweimalig eingelieferten sowjetischen Kriegsgefangenen haben, beide Aufenthalte kombiniert, im Schnitt 96,4 Tage im Lazarett verbracht. Von den einmalig in das Lazarett Heidkaten eingelieferten Gefangenen haben 30 den ersten Tag nach Ankunft im Lazarett nicht überlebt. Die 36 Gefangenen, die zweimal in das Lazarett eingeliefert wurden, haben zwischen 11 und 304 Tagen im Lazarett verbracht. Die Personalkarten betreffen nur die Verstorbenen Gefangenen. Es gibt keine Angaben über die Gesamtzahl der hier behandelten Kranken. Einen Anhaltspunkt bietet das „Krankenbuch“ des Nachfolgelagers in Gudendorf. Dieses Buch war unmittelbar nach dem Krieg vom englischen Militär ins englische übersetzt worden und ist so erhalten geblieben. Es vermerkt zwischen 1. Oktober 1944 und 31. März 1945 717 Kranke, von denen 46 verstorben sind. Ähnliche Relationen dürften auch im Lager Heidkaten geherrscht haben, wofür auch die innere Lagerorganisation spricht: Das Lager war in fünf Krankenreviere eingeteilt: Die Reviere I-III für Gefangene mit leichten, mittelschweren und schweren Krankheitsfällen, Revier IV als Quarantänestation. Revier V galt gemäß Gerhard Hoch als „Todeslager“ und „Sonderlager“.
Darüber hinaus existierte im Lager „Heidkaten“ ein sogenanntes „Teilstammlager“ für Gesunde oder Gesundete Gefangene, welches nur durch den Eintrag in einer Personalkarte belegt ist: Der Kriegsgefangene Michail Afonasiew, geboren am 27. Dezember 1908 in Leningrad, war am 14. August 1941 in Potetskaja in Gefangenschaft geraten. Nach Arbeitseinsätzen in Friedrichstadt (ab 6. November 1941), Hemmingstedt und Büsum wurde er am 19. Mai 1942 in das „Laz.(arett) Heidkaten“ eingeliefert. Am 2. Juni 1942 war er offenbar als gesund dem „Teilstammlager Heidkaten“ zugewiesen worden. Am 18. Juni 1942 kam er erneut ins Lazarett Heidkaten, wo er am 21. Juli 1942 verstarb. Vermutlich stellte das „Teilstammlager“ das Arbeitskommando für den Ausbau des Einsatzflughafens Kaltenkirchen.

## Die Begräbnisstätte Moorkaten
Die 446 Toten des „Erweiterten Krankenreviers Heidkaten“ wurden auf der 800 Meter entfernten Begräbnisstätte „Moorkaten“ bestattet. Der als Kriegsopferfriedhof örtlich ausgewiesene Bestattungsplatz ist nur 900 Quadratmeter groß. Hier wurden auch einige italienische Militärinternierte sowie die 230 toten Konzentrationslagerhäftlinge des KZ-Außenlagers Springhirsch (Kaltenkirchen) bestattet. Die sowjetischen Opfer liegen im westlichen und mittleren Friedhofsbereich.

## Arbeitseinsatz
Das Stalag lag am Rande des Einsatzflughafens Kaltenkirchen der Luftwaffe, der von 1942 an ausgebaut werden sollte. Die Gefangenen gruben die unterirdischen Zu- und Ableitungen, errichteten die Gebäude und planierten und zementierten eine 2.300 Meter lange und 60 (!) Meter breite Start- und Landebahn aus Beton, die für den Einsatz von strahlgetriebenen Flugzeugen geeignet war. Eine zweite Landebahn derselben Dimension wurde im Dezember 1944 begonnen. Als Arbeitskräfte hatte man Konzentrationslagerhäftlinge eingesetzt, für die 1200 Meter nördlich des Stalags das KZ-Außenlager Kaltenkirchen des KZ Neuengamme errichtet wurde.

## Denkmalpflege, Archäologie
Im Jahr 2010 untersuchte der Archäologe Willi Kramer vom Archäologischen Landesamt Schleswig-Holstein Lagerüberreste sowie die Flächen der Umgebung. Entgegen überkommener Berichte unklarer Herkunft, nach denen es verstreute Massengräber gäbe, waren im Areal bei sorgfältiger Absuche und bei kleineren Baggereingriffen keine Gräber zu finden. Kramer registrierte aber die Geändebefunde, Überreste von Baulichkeiten und Reste von Lagerwegen. Vom 27. bis 29. März 2023 unternahm das Institut für Vor- und Frühgeschichtliche Archäologie der Universität Hamburg im ehemaligen Lagerbereich eine geophysikalische Prospektion. Die Unternehmung war von Christof Unglaub vom Archäologisches Landesamt Schleswig-Holstein angeregt worden. Ergebnisse stehen noch aus.

### Geländebefund
Das völlig flache Areal des ehemaligen Kriegsgefangenenlagers umfasst eine Fläche von 2,3 ha. Südlich an das Lager der Gefangenen schloss sich der Lagerabschnitt der Lagerverwaltung an. Die Trennlinie zwischen dem Areal der Lagerverwaltung und dem anschließenden Teil eines Marinelagers ist nicht zu bestimmen. Das Areal befindet sich unmittelbar an der Bundesstraße 4 (vordem R 4). Es wird vorwiegend forstlich genutzt, nur im mittleren Teil, dem ehemaligen Lagerzugang, besteht eine landwirtschaftlich genutzte Wiese. Bei einer Schürfung fand Kramer eine Übungsbombe aus Beton, die vom nahen ehemaligen Flughafen hierher transportiert und vergraben worden war.

### Ehemalige Lagerstraße
Die ehemalige Lagerstraße erscheint heute als Waldweg; sie war Lagerachse, und an ihr orientierten sich alle Lagergebäude. Auf der Lagerstraße fanden sämtliche Bewegungen und Transporte der Lagerzeit statt. Sie zieht vollständig erhalten parallel zur B 4 von Norden nach Süden durch das gesamte Gelände. Auch der ehemalige Lagerzugang von der damaligen R4 zum Lagerareal ist als Trasse noch vorhanden.

### Gebäude mit Sheddach
Im Süden des Lagerareals steht das Gebäude 19 von 2,5 × 1,8 m Größe. Der grau verputzte Ziegelbau ist 1,6 m hoch und trägt ein primitives Sheddach aus Beton. Der Eingang ist nach Westen zum Lagerweg hin gerichtet. Der Türrahmen ist nur etwa 1 m hoch. Über dem Türrahmen ist in das Dach eine Luke eingeformt, die unabhängig von der Eingangstür zu öffnen war. Der Fußboden liegt tiefer als das umgebende Gelände. Da das Innere mit Abfall angefüllt ist, ist die ursprüngliche Tiefe des Bodens nicht zu ermitteln. Kramer vermutete einen Arrestbau. Im Jahre 2020 war der Bau verschwunden.